# Ponteyraud
Ponteyraud foi uma comuna francesa na região administrativa da Nova Aquitânia, no departamento Dordonha. Estendia-se por uma área de 4,36 km². Em 2010 a comuna tinha 53 habitantes (densidade: 12,2 hab./km²).
Foi criada em 1 de janeiro de 2017, a partir da fusão das antigas comunas de La Jemaye-Ponteyraud.